# Team Katusha
Team Katusha (ryska: Катюша) är ett professionellt cykelstall som tillhör UCI World Tour sedan säsongen 2009. Förutom ett proffslag för herrar innefattar projektet också ett Kontinentallag, ett U23-lag OCH ett U21-lag. De många cykelstallen under namnet Katusha är till för att Ryssland ska få en framtid ska bli världsledande inom cykelsporten. Katusha är ett av de rikaste teamen inom cykelsporten med en budget runt €20 miljoner.

## Tinkoff Credit Systems
Tidigare kallades de för Tinkoff Credit Systems och tillhörde då gruppen "professional continental". Stallet är baserat i Italien med många ryska cyklister. Grundaren till stallet är den ryske affärsmannen Oleg Tinkoff som har byggt upp sin förmögenhet på en restaurangkedja i Ryssland och även ölbryggeri. Han bestämde sig sedan för att starta ett cykelstall för främst unga ryska cyklister. Stallet startade år 2006 och hette Tinkoff Restaurants. Stallets bas befann sig i Ryssland. 
Inför säsongen 2007 anställde man bland annat Tyler Hamilton, Danilo Hondo och Jörg Jaksche som frontfigurer, vilket var ett kontroversiellt beslut i och med att samtliga har varit anklagade för dopning. Hamilton och Hondo har testats positivt för dopning under sin karriär. Inför Giro d'Italia ändrade Tinkoff sig och ställde dessa åt sidan. Jörg Jaksche erkände senare under säsongen att han hade dopat sig under sin karriär. Trots att de stora stjärncyklisterna inte var med i Giro d’Italia 2007 gjorde cyklister från Tinkoff många utbrytningar och laget fick mycket utrymme i media.
Stallet vann den första etappen, lagtempoloppet, i Settimana Ciclista Lombarda 2008.

## Team Katusha
Från och med säsongen 2009 kallades stallet för Team Katusha och vara sponsrat av flera stora företag som Gazprom, Itera och Rostechnologii. Kända cyklist som ryssen Vladimir Karpets, belgaren Gert Steegmans, den australiske cyklisten Robbie McEwen och italienaren Filippo Pozzato anställdes. Under det första året hade laget en budget på €15 miljoner.
Den första segern från en av stallets cyklister kom i början av januari 2009 när Robbie McEwen vann Down Under Classic i hemlandet Australien. En månad senare vann Gert Steegmans en etapp på Vuelta a Mallorca, medan Robbie McEwen vann en etapp dagen därpå i samma tävling. Under sitt första år tog stallet 23 segrar, bland annat vann Sergey Ivanov den nederländska tävlingen Amstel Gold Race och Filippo Pozzato tog hem segern i de italienska linjeloppsmästerskapen. Två cyklister, Antonio Colom och Christian Pfannberger, testades positivt för EPO, vilket bidrog till en del negativ publicitet för det ryska stallet.
Inför säsongen 2012 tog laget in en tysk manager, Hans-Michael Holczer, som tidigare drivit Team Milram och Gerolsteiner. Han tog över efter Andrei Tchmil. Samtidigt valde den ryska cyklisten Denis Mentjov, som bland annat vunnit Vuelta a Espana och Giro d'Italia i sin karriär, att skriva på ett kontrakt med det ryska stallet. Stallet värvade också endagsspecialisten Oscar Freire, som skulle göra sin sista säsong.
Joaquim Rodriguez hade tidigare vunnit etapper på Tour de France, Spanien Runt och vann världsrankingen under säsongen 2010. Den spanska klättraren önskade vinna Giro d'Italia 2012, men trots att han bar den rosa ledartröjan under den sista avgörande etappen, förlorade han ledningen under tempoloppet och fick se sig själv kliva upp på andra plats på prispallen.
Den ryska spurtaren Denis Galimzjanov hade haft ett bra 2011 och visat att han kunde vinna även bland världens bästa spurtare. Laget har haft tidigare spurtspecialisten Mario Cipollini som rådgivare. I april 2012 blev det känt att Galimzjanov hade testat positivt för EPO och dagen därpå erkände han att han hade fuskat.

## Laguppställning 2018
| Laguppställning 2018                     | Laguppställning 2018 | Laguppställning 2018                    | Laguppställning 2018 |
| Namn                                     | Födelsedatum         | Tidigare lag                            |                      |
| ---------------------------------------- | -------------------- | --------------------------------------- | -------------------- |
| Maxim Belkov                             | 9 januari 1985       | Vacansoleil-DCM (2011)                  |                      |
| Jenthe Biermans                          | 30 oktober 1995      | SEG Racing Academy (2016)               |                      |
| Ian Boswell                              | 7 februari 1991      | Team Sky (2017)                         |                      |
| Steff Cras                               | 13 februari 1996     | BMC Development (2017)                  |                      |
| Alex Dowsett                             | 3 oktober 1988       | Movistar Team (2017)                    |                      |
| Matteo Fabbro                            | 10 april 1995        | Friuli (2017)                           |                      |
| José Gonçalves                           | 13 februari 1989     | Caja Rural-Seguros RGA (2016)           |                      |
| Nathan Haas                              | 12 mars 1989         | Dimension Data (2017)                   |                      |
| Marco Haller                             | 1 april 1991         | Adria Mobil (2011)                      |                      |
| Reto Hollenstein                         | 22 augusti 1985      | IAM Cycling (2016)                      |                      |
| Marcel Kittel                            | 11 maj 1988          | Quick-Step Floors (2017)                |                      |
| Robert Kišerlovski                       | 9 augusti 1986       | Tinkoff (2016)                          |                      |
| Pavel Kotjetkov                          | 7 mars 1986          | RusVelo (2013)                          |                      |
| Vjatjeslav Kuznetsov                     | 24 juni 1989         | Itera-Katusha (2012)                    |                      |
| Maurits Lammertink                       | 31 augusti 1990      | Roompot-Oranje Peloton (2016)           |                      |
| Tiago Machado                            | 18 oktober 1985      | NetApp-Endura (2014)                    |                      |
| Tony Martin                              | 23 april 1985        | Etixx-Quick Step (2016)                 |                      |
| Marco Mathis                             | 7 april 1994         | Rad-net Rose (2016)                     |                      |
| Baptiste Planckaert                      | 28 september 1988    | Wallonie Bruxelles-Group Protect (2016) |                      |
| Nils Politt                              | 6 mars 1994          | Stölting (2015)                         |                      |
| Jhonatan Restrepo                        | 28 november 1994     | Coldeportes-Claro (2015)                |                      |
| Willie Smit                              | 29 december 1992     | UC Nantes Atlantique (2016)             |                      |
| Simon Špilak                             | 23 juni 1986         | Lampre-ISD (2011)                       |                      |
| Mads Würtz Schmidt                       | 31 mars 1994         | Virtu Pro-Veloconcept (2016)            |                      |
| Rick Zabel                               | 7 december 1993      | BMC Racing Team (2016)                  |                      |
| İlnur Zäkärin                            | 15 september 1989    | RusVelo (2014)                          |                      |
| Dmitry Strakhov (1 aug–31 dec, trainee)  | 17 maj 1995          | Lokosphinx (2018)                       |                      |
|                                          |                      |                                         |                      |
| Källor: ProCyclingStats Cycling Quotient |                      |                                         |                      |

## Kuriosa
Katjusja är en förkortning på det ryska namnet Jekaterina. Katusha är också namnet på en sång som handlar om en flicka som väntar på sin älskade som ska komma tillbaka från striderna. Låten berörde många när andra världskriget bröt ut och den Sovjetiska armén gav ett raketartillerie namnet Katiusja efter sången. Cykelstallet har tagit namnet Katusha eftersom lagledningen vill visa att det är något man är stolt över och en nationellt viktig satsning.